# Viehbach (Fahrenzhausen)
Viehbach ist ein Gemeindeteil der Gemeinde Fahrenzhausen im oberbayerischen Landkreis Freising in Bayern.

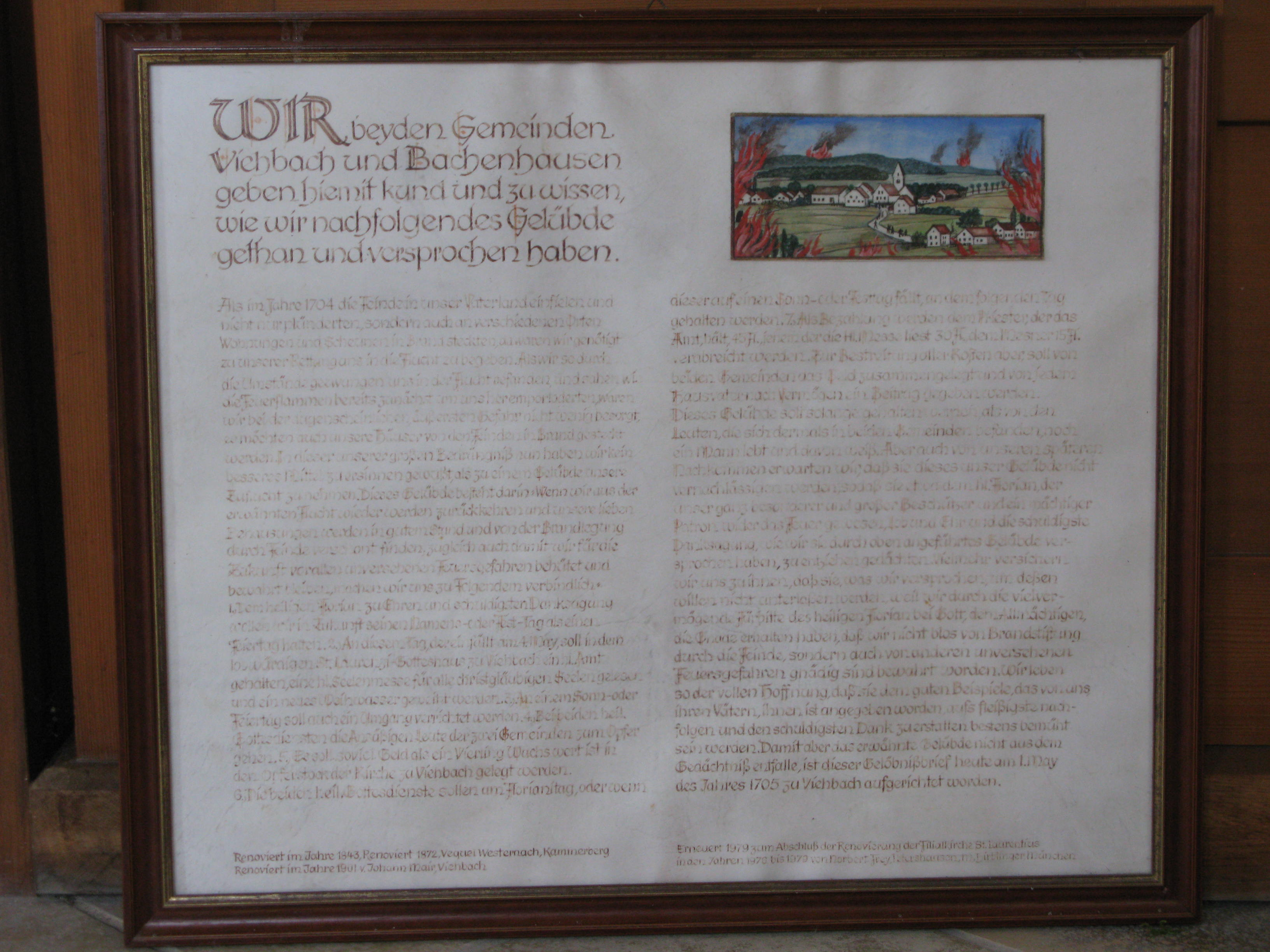
Kirchengelübde Viehbach

## Geschichte
Das kleine Dorf wird erstmals 1315 in Kirchenbüchern als „Viehpach“ oder „Fichten am Bach“ erwähnt. Es ist wahrscheinlich noch früher besiedelt worden. Zwischen Viehbach und Westerndorf führt eine alte Römerstraße von Passau nach Augsburg.
Der Name der Kirche in Viehbach (St. Laurentius) wird 1524 erstmals urkundlich erwähnt. Lokale Quellen besagen, dass die heutige Kirche auf dem Fundament einer viel früheren Kirche erbaut wurde. Das Dorf stand unter der Verwaltung von Dachau, während die Kirche unter der Kontrolle von Freising stand.
Viehbach erscheint 1568 auf einer Landkarte von Philipp Apian während seines bayerischen Kartenprojekts für Albrecht V. Herzon von Bayern.
Viehbach und seine Kirche wurden wahrscheinlich während des Dreißigjährigen Krieges betroffen, insbesondere während des schwedischen Einmarsches in Bayern 1632, oder sogar der französische Angriff in der Umgebung im Jahr 1648. In 1669 wurden in der Kirche neue Seitenaltäre wieder aufgebaut.
Eines der frühesten noch erhaltenen Häuser in Viehbach heißt „Brandweiner Hof“ (Haus erbaut Ende des 17. Jahrhunderts und begann mit der Destillation von Branntwein Anfang bis Ende des 18. Jahrhunderts). Der Spitzname blieb seitdem.
Viehbach und andere Dörfer wurden in Gefahr vom Herzog von Marlborough während des Spanischen Erbfolgekrieges im Juli 1704. Die Dörfer Viehbach und Bachenhausen verzeichneten die Plünderungen und Brände um sie herum. Als ihre Häuser auf wundersame Weise vor der Zerstörung verschont blieben, gelobten sie, jedes Jahr am St. Florianstag (4. Mai) eine Messe zu halten, um sich an ihre Befreiung zu erinnern. Die Verkündigung ist noch heute in der alten Dorfkirche in Viehbach zu sehen.
Im Jahr 1817 verzeichnete die Kirche 118 Gläubige in Viehbach, die in 26 Häusern lebten. Im Jahr 1868 verzeichnete eine Volkszählung des Königreichs Bayern 143 Einwohner und 55 Gebäude. Im Jahr 1876 verzeichnete eine Volkszählung des Deutschen Reiches 169 Einwohner und 56 Gebäude (mit 43 Pferden und 180 Rindern).
Im Zweiten Weltkrieg durchquerten Einheiten der US-Armee Viehbach und Umgebung im April 1945 kurz vor der Befreiung von Dachau und München.
Viehbach war in den 1970er Jahren Teil eines Kreisreformprogramms, bei dem die Gerichtsbarkeit von Dachau nach Freising verlegt wurde.
2009 wurde südlich von Viehbach (ca. 8000 m² Feld) ein Solarpark errichtet.
2016 eröffnete der Schützenverein SG „Gemütlichkeit“ Viehbach-Bachenhausen e.V. eine neue Anlage in Viehbach.
2018 hatte Viehbach 465 Einwohner.
Im Jahr 2020 wurde vorgeschlagen, zwischen Viehbach und Bachenhausen, entlang des Rettenbachs, einen Kinderspielplatz zu bauen.

## Sehenswürdigkeiten
- In der Liste der Baudenkmäler in Fahrenzhausen ist für Viehbach die Katholische Filialkirche St. Laurentius als einziges Baudenkmal aufgeführt.